# Droga wojewódzka nr 764
Droga wojewódzka nr 764 (DW764) – droga wojewódzka w województwie świętokrzyskim i podkarpackim o długości ok. 91 km łącząca DK73 w Kielcach, DK79 w Połańcu oraz DW985 w Tuszowie Narodowym. Do momentu oddania do użytku obwodnicy Staszowa (30 maja 2019) droga wojewódzka nr 764 miała kilkukilometrową nieciągłość na terenie miasta. Droga przebiega przez 3 powiaty: kielecki, staszowski i mielecki oraz miasto Kielce.
W listopadzie 2014 roku oddano do ruchu nowo wybudowany odcinek drogi od Połańca do Tuszowa Narodowego wraz z mostem na Wiśle w Połańcu. Droga ta skraca czas przejazdu pomiędzy Kielcami a Rzeszowem.
W 2018 roku oddano do użytku nowy fragment drogi wojewódzkiej w Kielcach - ulicę Witolda Pileckiego. Do tego czasu, DW764 przebiegała przez ulicę Wrzosową.
Pod koniec 2019 roku oddano wyremontowany 22-kilometrowy odcinek drogi wojewódzkiej nr 764. Przedsięwzięcie objęło budowę obwodnic Sukowa i Daleszyc.
W połowie 2022 roku rozpoczęto remont ul. Wojska Polskiego w Kielcach od Ronda Czwartaków do granicy miasta, który w całości pokrywa się z DW764. Prace nad odcinkiem mającym 2,5 km miały potrwać do października 2023 roku. Ostatecznie przebudowa przedłużyła się i dopiero w grudniu 2023 roku została ona udostępniona na zasadzie przejezdności.

## Miejscowości leżące przy trasie DW764
- Kielce
- Suków – obwodnica oddana do użytku w 2019 roku[4]
- Daleszyce – obwodnica oddana do użytku pod koniec października 2019 roku[5]
- Raków – obwodnica
- Staszów – obwodnica
- Rytwiany
- Połaniec
- Tuszów Narodowy